# 新・演歌名曲コレクション4 -きよしの日本全国 歌の渡り鳥-
『新・演歌名曲コレクション4 -きよしの日本全国 歌の渡り鳥-』は、氷川きよしのアルバム。日本コロムビアから2016年12月14日に発売された。

## 概要
Aタイプ・初回完全限定スペシャル盤、Bタイプ・初回完全限定スペシャル盤、Cタイプ通常盤の三種リリース。
Aタイプには、氷川きよし コンサートツアー 2016 〜日本全国 歌の渡り鳥！〜 ＠メルパルク東京公演9月28日より「瀬戸内ブルース」「きよしの数え唄」「木曽路 着流し 気まま旅」のライブ映像が収録されたDVD付。
Bタイプには、初回完全限定スペシャル盤(「きよしの日本全国 歌の渡り鳥」「Jewel(ジュエル)」「君がいないクリスマス」の3曲のMVが収録されたDVD付。Aタイプ・Bタイプそれぞれ、絵柄別のスペシャルステッカーを封入され、ジャケット写真及び歌詞ブックレットの写真内容が異なる。

## 収録曲
1. きよしの日本全国 歌の渡り鳥　[3:08 ]
  - 作詩:かず翼
  - 作曲:桧原さとし
  - 編曲:伊戸のりお
2. デカンショ港　[4:43]
  - 作詩:仁井谷俊也
  - 作曲:宮下健治
  - 編曲:伊戸のりお
3. 逢えてよかった　[4:09]
  - 作詩:たきのえいじ
  - 作曲:桧原さとし
  - 編曲:丸山雅仁
4. おんなのとまり木　[3:45]
  - 作詩:たきのえいじ
  - 作曲:桧原さとし
  - 編曲:石倉重信
5. おとこの詩(うた)　 [4:57]
  - 作詩:原文彦
  - 作曲:宮下健治
  - 編曲:丸山雅仁
6. みれん心(アコースティック・バージョン feat.齋藤功)　[4:18]
  - 作詩:志賀大介
  - 作曲:水森英夫
  - 編曲:伊戸のりお
7. 三百六十五歩のマーチ　[2:57]
  - 作詩:星野哲郎
  - 作曲:米山正夫
  - 編曲:石倉重信
  - オリジナル歌唱:水前寺清子
8. アンコ椿は恋の花　[3:56]
  - 作詩:星野哲郎
  - 作曲:市川昭介
  - 編曲:石倉重信
  - オリジナル歌唱:都はるみ
9. てなもんや三度笠　[3:03]
  - 作詩:香川登志緒
  - 作曲:林伊佐緒
  - 編曲:石倉重信
  - オリジナル歌唱:藤田まこと
10. ハイそれまでヨ　[3 :26]
  - 作詩:青島幸男
  - 作曲:萩原哲晶
  - 編曲:石倉重信
  - オリジナル歌唱:植木等
11. 大江戸出世小唄　 [2:13]
  - 作詩:藤田まさと
  - 作曲:杵屋正一郎
  - 編曲:石倉重信
  - オリジナル歌唱:高田浩吉
12. イヨマンテの夜　[3:26]
  - 作詩:菊田一夫
  - 作曲:古関裕而
  - 編曲:石倉重信
  - オリジナル歌唱:伊藤久男
13. 君がいないクリスマス (ボーナス・トラック)　[5:12]
  - 作詩・作曲:伊藤薫
  - 編曲:若草恵
14. クリスマスがめぐるたび (ボーナス・トラック)　[4:44]
  - 作詩・作曲:平義隆
  - 編曲:若草恵